# 승호군
승호군(勝湖郡)은 조선민주주의인민공화국 황해북도의 군이다. 승호군에 있는 평양 만달리 동굴은 구석기 시대의 동굴 유적으로서, 만달사람으로 불리는 인류의 화석이 발견되었다. 또한 이곳에는 고구려 후기의 고분군인 만달산 고분군이 있다. 인구는 2008년 기준으로 85,624명이다.

## 지리
황해북도의 동북부에 위치하고 구 북쪽으로 대동강, 남쪽으로 남강이 흐른다. 동쪽으로 강동군, 북쪽으로 대동강을 사이에 두고 평양직할시 삼석구역, 서쪽과 남쪽으로 남강을 사이에 두고 각각 평양직할시 사동구역, 황해북도 상원군과 접한다.

## 역사
- 1941년 10월 : 강동군 만달면이 승호읍으로 승격하였다.
- 1952년 12월 : 강동군의 승호읍을 중심으로 일부 면을 합쳐 평안남도 승호군을 설치하였다.
- 1959년 9월 : 중화군의 일부와 합쳐 평양시 승호구역이 되었다.
- 2010년 말 : 승호구역이 황해북도에 편입되면서 승호군으로 환원되었다.

## 행정 구역
8동 6리로 구성된다.
- 승호1로동자구 (勝湖1勞動者區)
- 승호2로동자구 (勝湖2勞動者區)
- 앞새동
- 독골동
- 화천리 (貨泉里)
- 입석리 (立石里)
- 남강리 (南江里)
- 만달리 (晩達里)
- 리천리 (梨川里)
- 봉도리 (鳳島里)
- 광정리 (廣貞里)
- 금옥리 (金玉里)
- 삼청리 (三靑里)